# Liste der größten Unternehmen in Afrika
Die Liste der größten Unternehmen in Afrika enthält die von der Zeitung Jeune Afrique in seiner Liste der 500 größten afrikanischen Unternehmen veröffentlichten größten Unternehmen in Afrika nach Umsatz.

## Liste
Nachstehend sind die 100 größten Unternehmen (ohne Banken) nach Umsatz im Jahr 2022 (meist für das Geschäftsjahr 2021) in Millionen US-Dollar gelistet.
| Rang | Unternehmen                                    | Hauptsitz                    | Umsatz (in Millionen USD) | Sektor              |
| ---- | ---------------------------------------------- | ---------------------------- | ------------------------- | ------------------- |
| 1    | Sonatrach                                      | Algerien                     | 30.013                    | Öl und Gas          |
| 2    | Eskom                                          | Südafrika                    | 13.941                    | Versorger           |
| 3    | Sasol                                          | Südafrika                    | 12.989                    | Chemie              |
| 4    | MTN Group                                      | Südafrika                    | 12.238                    | Telekommunikation   |
| 5    | Shoprite Holdings                              | Südafrika                    | 10.802                    | Einzelhandel        |
| 6    | Nigeria National Petroleum Corporation         | Nigeria                      | 9.706                     | Öl und Gas          |
| 7    | Steinhoff International                        | Südafrika                    | 9.704                     | Holding             |
| 8    | Anglo American Platinum                        | Südafrika                    | 9.402                     | Bergbau             |
| 9    | Sibanye Gold                                   | Südafrika                    | 8.692                     | Bergbau             |
| 10   | Spar Group                                     | Südafrika                    | 8.479                     | Einzelhandel        |
| 11   | Bidcorp                                        | Südafrika                    | 8.227                     | Lebensmittel        |
| 12   | Vodacom Group                                  | Südafrika                    | 6.707                     | Telekommunikation   |
| 13   | Pick n Pay Stores                              | Südafrika                    | 6.351                     | Einzelhandel        |
| 14   | Nigeria Liquefied Natural Gas                  | Nigeria                      | 6.315                     | Öl und Gas          |
| 15   | OCP Group                                      | Marokko                      | 6.237                     | Bergbau             |
| 16   | Naspers                                        | Südafrika                    | 5.934                     | Holding             |
| 17   | Massmart                                       | Südafrika                    | 5.920                     | Einzelhandel        |
| 18   | Suez Canal Authority                           | Ägypten                      | 5.600                     | Transport           |
| 19   | Kumba Iron Ore                                 | Südafrika                    | 5.466                     | Bergbau             |
| 20   | Sonangol                                       | Angola                       | 5.332                     | Öl und Gas          |
| 21   | Vodacom South Africa                           | Südafrika                    | 5.236                     | Telekommunikation   |
| 22   | Bidvest Group                                  | Südafrika                    | 5.233                     | Holding             |
| 23   | Motus                                          | Südafrika                    | 5.009                     | Automobile          |
| 24   | Woolworths South Africa                        | Südafrika                    | 4.927                     | Einzelhandel        |
| 25   | Impala Platinum                                | Südafrika                    | 4.766                     | Bergbau             |
| 26   | Sappi                                          | Südafrika                    | 4.609                     | Papierindustrie     |
| 27   | Transnet                                       | Südafrika                    | 4.590                     | Transport           |
| 28   | Engen Petroleum                                | Südafrika                    | 4.555                     | Öl und Gas          |
| 29   | AngloGold Ashanti                              | Südafrika                    | 4.427                     | Bergbau             |
| 30   | Pepkor                                         | Südafrika                    | 4.300                     | Einzelhandel        |
| 31   | Datatec                                        | Südafrika                    | 4.110                     | IT-Dienstleistungen |
| 32   | Office national d'électricité                  | Marokko                      | 4.093                     | Versorger           |
| 33   | Groupe Maroc Telecom                           | Marokko                      | 4.082                     | Telekommunikation   |
| 34   | Mediclinic International                       | Südafrika                    | 4.066                     | Gesundheit          |
| 35   | Gold Fields                                    | Südafrika                    | 3.982                     | Bergbau             |
| 36   | Remgro                                         | Südafrika                    | 3.734                     | Holding             |
| 37   | MultiChoice                                    | Südafrika                    | 3.693                     | Telekommunikation   |
| 38   | MTN Nigeria                                    | Nigeria                      | 3.514                     | Telekommunikation   |
| 39   | Barloworld Limited                             | Südafrika                    | 3.390                     | Konglomerat         |
| 40   | Orascom                                        | Ägypten                      | 3.371                     | Bau                 |
| 41   | Naftal                                         | Algerien                     | 3.283                     | Öl und Gas          |
| 42   | Massmart Wholesale                             | Südafrika                    | 3.246                     | Handel              |
| 43   | Imperial Logistics                             | Südafrika                    | 3.165                     | Konglomerat         |
| 44   | Ethiopian Airlines                             | Äthiopien                    | 3.118                     | Airline             |
| 45   | MTN South Africa                               | Südafrika                    | 3.103                     | Telekommunikation   |
| 46   | Telkom                                         | Südafrika                    | 2.949                     | Telekommunikation   |
| 47   | Elsewedy Electric                              | Ägypten                      | 2.943                     | Energie             |
| 48   | Wilson Bayly Holmes-Ovcon                      | Südafrika                    | 2.939                     | Bau                 |
| 49   | Afriquia SMDC                                  | Marokko                      | 2.833                     | Öl und Gas          |
| 50   | Dangote Cement                                 | Nigeria                      | 2.699                     | Zement              |
| 51   | Transnet Freight Rail                          | Südafrika                    | 2.692                     | Transport           |
| 52   | Nigerian Petroleum Development                 | Nigeria                      | 2.686                     | Öl und Gas          |
| 53   | Massmart Retail                                | Südafrika                    | 2.654                     | Einzelhandel        |
| 54   | Aspen Pharmacare                               | Südafrika                    | 2.637                     | Pharma              |
| 55   | Clicks Group                                   | Südafrika                    | 2.463                     | Einzelhandel        |
| 56   | Ezz Steel                                      | Ägypten                      | 2.450                     | Stahl               |
| 57   | Middle East Oil Refineries                     | Ägypten                      | 2.429                     | Öl und Gas          |
| 58   | Foschini Group                                 | Südafrika                    | 2.428                     | Einzelhandel        |
| 59   | Safaricom                                      | Kenia                        | 2.403                     | Telekommunikation   |
| 60   | Super Group                                    | Südafrika                    | 2.359                     | Transport           |
| 61   | Qalaa Holdings                                 | Ägypten                      | 2.281                     | Finanzen            |
| 62   | Sonatel                                        | Senegal                      | 2.255                     | Telekommunikation   |
| 63   | Maroc Telecom                                  | Marokko                      | 2.252                     | Telekommunikation   |
| 64   | RCL Foods                                      | Südafrika                    | 2.162                     | Lebensmittel        |
| 65   | Al-Ezz Dekheila Steel Co.                      | Ägypten                      | 2.153                     | Stahl               |
| 66   | Etisalat Marocco                               | Marokko                      | 2.024                     | Telekommunikation   |
| 67   | Tiger Brands                                   | Südafrika                    | 2.033                     | Lebensmittel        |
| 68   | Telecom Egypt                                  | Ägypten                      | 2.024                     | Telekommunikation   |
| 69   | Egyptair                                       | Ägypten                      | 2.015                     | Transport           |
| 70   | Flour Mills of Nigeria                         | Nigeria                      | 2.014                     | Lebensmittel        |
| 71   | Harmony Gold                                   | Südafrika                    | 1.995                     | Bergbau             |
| 72   | Exxaro                                         | Südafrika                    | 1.974                     | Bergbau             |
| 73   | Société tunisienne de l'électricité et du gaz  | Tunesien                     | 1.949                     | Versorger           |
| 74   | Vodafone Egypt                                 | Ägypten                      | 1.888                     | Telekommunikation   |
| 75   | Dangote Cement                                 | Nigeria                      | 1.879                     | Zement              |
| 76   | Petroleum Projects and Consulting              | Ägypten                      | 1.840                     | Öl und Gas          |
| 77   | Marikana                                       | Südafrika                    | 1.833                     | Bergbau             |
| 78   | Dis-Chem                                       | Südafrika                    | 1.793                     | Gesundheit          |
| 79   | Life Healthcare Group                          | Südafrika                    | 1.732                     | Gesundheit          |
| 80   | Société tunisienne des industries de raffinage | Tunesien                     | 1.683                     | Öl und Gas          |
| 81   | ArcelorMittal South Africa                     | Südafrika                    | 1.681                     | Stahl               |
| 82   | Hassan Allam Holding                           | Ägypten                      | 1.667                     | Bau                 |
| 83   | AECI                                           | Südafrika                    | 1.645                     | Chemie              |
| 84   | Arab Contractors                               | Ägypten                      | 1.619                     | Bau                 |
| 85   | Egyptair Airlines                              | Ägypten                      | 1.602                     | Airline             |
| 86   | Société Ivoirienne de Raffinage                | Elfenbeinküste               | 1.586                     | Öl und Gas          |
| 87   | Pioneer Foods                                  | Südafrika                    | 1.584                     | Lebensmittel        |
| 88   | Mr Price Group                                 | Südafrika                    | 1.558                     | Einzelhandel        |
| 89   | Kansanshi Mining                               | Sambia                       | 1.539                     | Bergbau             |
| 90   | Distell Group Limited                          | Südafrika                    | 1.526                     | Lebensmittel        |
| 91   | Gold Fields Ghana                              | Ghana                        | 1.517                     | Bergbau             |
| 92   | Cevital                                        | Algerien                     | 1.508                     | Lebensmittel        |
| 93   | Airtel Nigeria                                 | Nigeria                      | 1.503                     | Telekommunikation   |
| 94   | Ghabbour Auto                                  | Ägypten                      | 1.479                     | Automobile          |
| 95   | Kap Industrial Holding                         | Südafrika                    | 1.473                     | Holding             |
| 96   | Blue Label Telecoms                            | Südafrika                    | 1.442                     | Telekommunikation   |
| 97   | Kibali Gold Mine                               | Demokratische Republik Kongo | 1.440                     | Bergbau             |
| 98   | Aveng                                          | Südafrika                    | 1.425                     | Konglomerat         |
| 99   | Murray and Roberts Holdings                    | Südafrika                    | 1.422                     | Bau                 |
| 100  | Rustenburg                                     | Südafrika                    | 1.240                     | Bergbau             |